# Könneritz (Adelsgeschlecht)

Wappen derer von Könneritz

Könneritz (hauptsächlich auch Koenneritz, Konneritz, Konritz) ist der Name eines alten thüringisch-meißnischen Adelsgeschlechts.

## Geschichte
Die Familie wurde erstmals 1191 urkundlich erwähnt. Namentlich trat Theodericus de Konricz, begütert zu Biesern, Dölitz, Geithain, Greifenhain, Kohren, Teusdorf, Salis und Seitenhain 1348/49 urkundlich auf. Könderitz, das Stammhaus der Familie, liegt bei Zeitz. Weitere Familiensitze waren in Aschersleben, Bösau, Dessau, Eisleben, Frauendorf, Gettewitz, Groß Dölzig, Hedersleben, Heerde, Lossa, Lobstädt, Nöthnitz, Mäussdorf oder Menssdorff, Weißenfels, Wiederau, Zossen. 
Heinrich von Könneritz (um 1483–1551), Herr auf Lobstädt, war Berghauptmann zu Joachimsthal und Münzmeister. Sein Sohn Asmus (Erasmus) (1515–1563), ebenfalls Herr auf Lobschwitz, war 1545 Amtmann in Schneeberg, 1547 Kreishauptmann des Leipziger oder osterländischen Kreises, 1548 sächsischer Oberamtmann und Rat zu Leipzig, 1557 Oberhofrichter in Leipzig und Ratgeber des Kurfürsten Moritz von Sachsen. Er war entscheidend am Zustandekommen des Augsburger Reichs- und Religionsfriedens beteiligt. Sein Epitaph befindet sich im Vorraum der Lobstädter Kirche. 
1609 wurde die österreichische Linie in den Freiherrenstand und 1852 die deutsche Familie in den sächsischen Freiherrenstand erhoben. Es folgte in einem Einzelfall der belgische Grafenstand (Comte), primog., und auch 1864 die Nobilitierung in den sächsischen Grafenstand. Die Wappen blieben unverändert.

## Bekannte Familienmitglieder

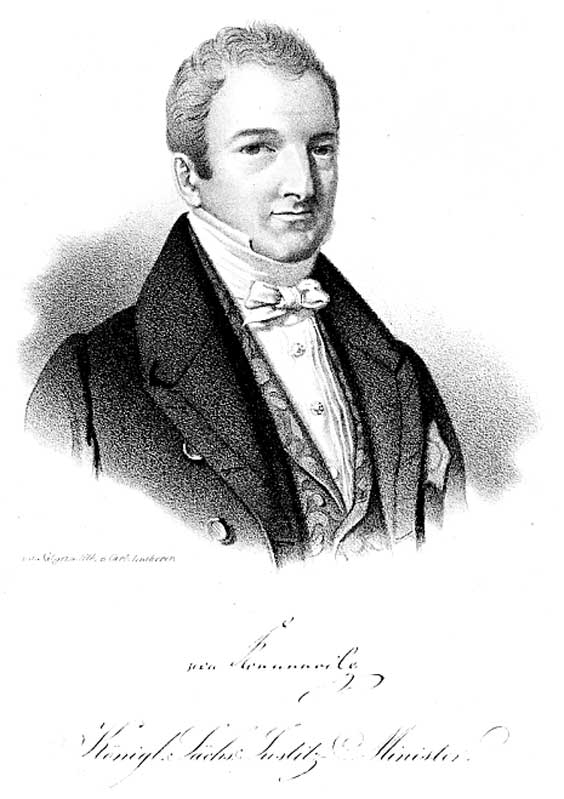
Julius Traugott Jakob von Könneritz, Bild von Carl Lutherer

- Hans von Könricz, 1455 Vogt[3] zu Liebenwerda
- Heinrich von Könneritz (um 1483–1551), böhmischer Berghauptmann und Münzmeister
- Erasmus von Könneritz (um 1515–1563), sächsischer Amtshauptmann und Oberhofrichter
- Julius Ferdinand von Könneritz (1762–nach 1817), sächsischer Kammerherr, Hof- und Justitienrat sowie Deputierter auf dem Sächsischen Landtag
- Hans Heinrich von Könneritz (1790–1863), deutscher Diplomat und Rittergutsbesitzer
- Julius Traugott von Könneritz (1792–1866), deutscher Politiker, sächsischer Justizminister und Vorsitzender des Gesamtministeriums
- Karl von Könneritz (1794–1871), preußischer Generalleutnant
- Eduard von Könneritz (1802–1875), deutscher Beamter
- Richard von Könneritz (1828–1910), deutscher Politiker, Diplomat und Rittergutsbesitzer, Präsident der I. Kammer des Sächsischen Landtags
- Leonce von Könneritz (1835–1890), deutscher Politiker und Rittergutsbesitzer, sächsischer Finanzminister
- Hans von Könneritz (1864–1924), deutscher Rittergutsbesitzer und Politiker
- Isidora Marie von Könneritz (1873–1963), geb. Dresden, verst. Leutersdorf/OL, sächsische und oberlausitzer Schriftstellerin[4] christlicher und sozialer Thematik,[5] Tochter des Advokaten,[6] königlich-sächsischen Hofrates und Testamentsvollstreckers Carl von Könneritz

## Wappen
Blasonierung: Im silbernen Schild drei (2:1) oben und unten mit eisernen Reifen gefasste rote Handrammen mit zwei Handhaben (auch als Stempel oder Scheren bezeichnete gehenkelte Werkzeuge). Auf dem Helm sieben abwechselnd rote und silberne Straußenfedern, jede mit einer goldbesamten Rose in verwechselten Farben. Die Decken sind rot und silber.

### Weitere Literatur
- Matthias Donath: „Schlösser und Herrenhäuser links und rechts der Mulde“, in: Schlösser im Leipziger Land; 1 (Edition Sächsische Zeitung), Redaktions- und Verlags-Gesellschaft Elbland, Meißen 2012. DNB 1067081631
- Cornelius Gurlitt: Beschreibende Darstellung der älteren Bau- und Kunstdenkmäler des Königreichs Sachsen, Hrsg. K. Sächsischen Ministerium des Innern, K. Sächsischer Alterthumsverein, Heft 19 (Amtshauptmannschaft Grimma), C. C. Meinhold & Söhne, Dresden 1897, Sammlung v. Koenneritz Lossa